# Imène Mayouf
Imène Mayouf est une gymnaste artistique algérienne.

## Biographie
Imène Mayouf est médaillée d'or au saut de cheval en catégorie junior aux Championnats d'Afrique de gymnastique artistique 2004 à  Thiès.
Elle remporte aux Championnats d'Afrique de gymnastique artistique 2006 au Cap la médaille d'argent par équipes.